# Krusader
Krusader és un avançat gestor de fitxers amb doble panell (de l'estil commander) per a KDE, similar a Midnight Commander (Linux) o Total Commander (Windows), amb moltes utilitats. Té suport per a arxius comprimits, sistemes d'arxiu muntats, FTP, mòdul de cerca avançada, visor/editor, sincronització de directoris, comparació de contingut d'arxius, reanomenament recursiu d'arxius i molt més.
Ofereix suport per als següents formats de fitxer comprimit: tar, zip, bzip2, gzip, rar, ace, arj, lha i rpm, a més pot manejar altres KIOslaves com smb o fish. És altament personalitzable, fàcil d'usar i ràpid.
Els gestors de fitxers de dos panells (com Krusader) són també coneguts com a OFM (de l'anglès Orthodox file managers). El seu avantatge sobre gestors de fitxers d'un sol panell és la possibilitat d'usar les diferents tecles de funcions. L'objectiu és manipular fitxers del panels actiu a l'inactiu o dins del mateix panell actiu. Només cal el teclat per fer-ho, el que fa el procés molt més ràpid. Tot i això, el ratolí continua sent una opció vàlida. Totalment integrat amb les eines de l'escriptori KDE (per exemple KParts o KIO) li permet oferir diversos serveis addicionals.
Krusader es publica sota la llicència GNU GPL.

## Plataformes
Krusader està desenvolupat principalment per a la plataforma Linux, però està disponible per a altres plataformes com BSD i Apple Mac OS X.
L'ambient natural d'execució de Krusader és l'entorn d'escriptori KDE, ja que es basa en serveis proporcionats per les biblioteques de KDE. Tot i això, Krusader pot executar-se en Gnome, AfterStep, XFce o en altres gestors de finestres, sempre que compti amb les biblioteques necessàries (QT) en el sistema. Generalment aquests problemes de dependències són solucionats pels gestor de paquets com APT per sistemes tipus Debian.

## Història
Krusader va ser creat al maig del 2000 per Shie Erlich i Rafi Yanai com a alternativa a Total Commander per a Linux. Erlich i Yanai van escollir com a marc de treball les llibreries Qt i l'entorn integrat de desenvolupament (IDE) KDevelop. Van crear el primer lloc web de Krusader i Dirk Eschler es va convertir en el webmaster. Krusader M-1 (Milestone 1) va ser el primer esbós del programa i es va alliberar per KDE2 (Kleopatra 1.91), malauradament el codi es va perdre.